# Bert Meerstadt
Albertus (Bert) Meerstadt (Den Haag, 13 oktober 1961) is een Nederlandse bestuurder met diverse directie- en bestuursfuncties en commissariaten. Hij was van 1 januari 2009 tot 1 oktober 2013 president-directeur van de Nederlandse Spoorwegen (NS).

## Loopbaan
De middelbare school van Meerstadt was het Baudartius College in Zutphen. Meerstadt studeerde bouwkunde aan de Technische Universiteit Delft. Ook zijn vader en grootvader waren architect. Na zijn afstuderen werkte hij van 1986 tot 1992 als consultant voor McKinsey & Company in Amsterdam, Londen en Seattle en behaalde hij zijn MBA bij INSEAD in Fontainebleau.
Van 1992 tot 1995 was Meerstadt zelfstandig ondernemer. Hij was mede-oprichter en managing partner van CONSULT, Marketing and Brand Strategies. Voordat hij bij de NS kwam, was Meerstadt van 1995 tot 2001 werkzaam bij de marketing- en communicatiegroep Young & Rubicam, laatstelijk als CEO van Young & Rubicam, Europa, Midden-Oosten, Afrika in Londen en daarvoor als voorzitter van de Young & Rubicam Groep Nederland in Amsterdam. Vanaf 2001 was Meerstadt lid van de NS-directie. Van 1 januari 2009 tot en met 30 september 2013 was hij er president-directeur. 
Van oktober 2009 tot november 2013 was Meerstadt lid van het dagelijks bestuur van de werkgeversorganisatie VNO-NCW. Van april 2014 tot augustus 2015 was hij CEO van Baarsma Wine Group Holding. Sinds september 2015 is hij er bestuursadviseur. 
Meerstadt vertrok op 7 april 2016 per direct als commissaris bij de bank ABN AMRO, nadat die dag via krantenpublicaties bekend werd dat zijn naam voorkwam in de Panama Papers. Een dag later trad hij om dezelfde reden per direct terug als vicevoorzitter van de raad van commissarissen van Lucas Bols Holding N.V., waar hij tien jaar commissaris was. Weer een week later kondigde Meerstadt zijn tijdelijk terugtreden aan als voorzitter van de Vereniging Vrienden van het Concertgebouw en het Koninklijk Concertgebouworkest. Na enige weken pakte Meerstadt zijn bestuurswerkzaamheden weer op. Hij bleef eveneens lid van de raad van commissarissen en voorzitter van de remuneratie- en benoemingscommissie van de beursgenoteerde internationale fabrikant van spoorwegmaterieel Talgo S.A.
Sinds 2004 is Meerstadt voorzitter van de stichting Blinden-Penning en sinds 2006 is hij bestuurslid van de Maatschappij tot Redding van Drenkelingen.
Sinds 2016 is Meerstadt voorzitter van de raad van commissarissen van het Franse Coffreo. In juni 2020 werd hij benoemd tot voorzitter van de raad van commissarissen van CB Logistics.
Meerstadt werd met ingang van mei 2021 benoemd tot directeur van de Vereniging Hendrick de Keyser die zich inzet  voor de conservering van monumentaal erfgoed in Nederland.
In mei 2024 werd Meerstadt benoemd tot voorzitter van de raad van commissarissen van IVU Traffic Technologies AG, een Duitse aanbieder van softwareoplossingen voor openbaar vervoer en logistiek. Hij was sinds 2019 al lid van de raad van toezicht van het bedrijf.